# Conus caribbaeus
Conus caribbaeus é uma espécie de gastrópode do gênero Conus, pertencente à família Conidae.